# María José Carrión
María José Carrión (Conocoto, 29 de septiembre de 1977) es una política y médico ecuatoriana, entre 2013 y 2021 fue Asambleísta por Pichincha en la Asamblea Nacional de Ecuador. Fundadora del Movimiento Alianza País. Fundadora de la Red de Maestros Nacional. Asesora Política del Ministerio de Educación Ecuador. En el 2011 Subsecretaria de Protección Social del Ministerio de Salud Pública Ecuador. Asesora Política Ministerio de la Coordinación de la Política y Gobiernos Autónomos Descentralizados y Ministerio de Cultura y Patrimonio. Docente en la Universidad Central del Ecuador y Universidad Autónoma de los Andes. Presidenta de la Comisión de Fiscalización y Control Político, Integrante de la Comisión de Derecho a la Salud y Presidenta de la Comisión de los Trabajadores.

## Perfil político y profesional
María José Carrión nació en Conocoto, parroquia de la ciudad de Quito. Realizó sus estudios universitarios en La Escuela Latinoamericana de Medicina en La Habana- Cuba” donde se graduó en Medicina General y se especializó en Medicina Familiar.
Fundadora del Movimiento Alianza País. En el año 2008, a sus 29 años, integrar la Asamblea Nacional Constituyente. En el 2009 participó activamente en la fundación de la Red de Maestros Nacional y más tarde se desempeñó como Asesora Política del Ministerio de Educación Ecuador. En el 2011 fue designada Subsecretaria de Protección Social del Ministerio de Salud Pública Ecuador. Fue asesora política en el Ministerio de la Coordinación de la Política y Gobiernos Autónomos Descentralizados y Ministerio de Cultura y Patrimonio.
En el año 2012 incursiona en el área académica como docente en la Universidad Central del Ecuador, impartiendo cátedras como: Legislación Empresarial y Participación Ciudadana. Fue también docente de Posgrado de la Universidad Autónoma de los Andes.
En 2013, fue elegida Asambleísta por la circunscripción 2 del Distrito Metropolitano de Quito. Se desempeñó como Presidenta de la Comisión de Fiscalización y Control Político de la Asamblea Nacional, además es miembro de la Comisión de Derecho a la Salud y terminó su carrera por la asamblea siendo Presidenta de la Comisión de los Trabajadores. Fue reelegida en su cargo como Asambleísta en las elecciones de 2017.